# Paraphysa
Paraphysa är ett släkte av spindlar. Paraphysa ingår i familjen fågelspindlar.
Kladogram enligt Catalogue of Life:
| Paraphysa | \| \| Paraphysa parvula \| \| \| \| \| \| Paraphysa scrofa \| \| \| \| |
|           | \| \| Paraphysa parvula \| \| \| \| \| \| Paraphysa scrofa \| \| \| \| |
|           | Paraphysa parvula                                                      |
|           |                                                                        |
|           | Paraphysa scrofa                                                       |
|           |                                                                        |